# 유통평
교동대왕 유통평(膠東戴王 劉通平, ? ~ 기원전 83년) 혹 유경(劉慶)은 중국 전한의 제후왕으로, 교동왕이다. 교동애왕 유현의 아들이다.
교동애왕 14년(기원전 107년)에 아버지가 죽자 교동왕을 계승했다. 교동대왕 24년(기원전 83년)에 죽어 아들 교동경왕이 교동왕을 계승했다.

## 가계
- 교동애왕 유현
  - 교동대왕 유통평
    - 교동경왕 유음
    - 악망효후 유광
    - 성강후 유요
    - 유천절후 유강
    - 신리후(新利侯) → 호도후 유언[6]

악망효후, 성강후, 유천절후는 지절 4년(기원전 66년) 2월 갑인일에, 신리후는 신작 원년(기원전 61년)에 봉해졌다.